# ギブソン・ダヴ
ギブソン・ダヴ（Gibson Dove）は、ギブソン社が製造・販売するアコースティック・ギターの機種である。

## 概要
1960年に発売されたハミングバードに続くスクエアショルダー型アコースティック・ギターとして、1962年に発売された。
ピックガードに鳩が象嵌されており、これが「DOVE」という名称の由来。
基本的なスペックは、トップがスプルース単板、サイド、バックがメイプル単板である。ネックは製造時期によってマホガニー材とメイプル材のものがある。スケールは25 1/2インチと、ハミングバードの24 3/4インチよりも若干長い。

## ダヴを使用するミュージシャン
海外ではエルヴィス・プレスリー(カスタムモデル)、キース・リチャーズ、日本国内では、桑田佳祐、浜田省吾、古井戸、谷村新司、南こうせつ、CHAGE、馬場俊英、大久保伸隆、高橋優、小渕健太郎、見田村千晴、里咲りさ、矢井田瞳等が使用者として有名。

## エルヴィス・プレスリー
1972年ごろから1974年ごろまでの間、エルヴィス・プレスリーは特注のDOVEを使用した。カラーはブラックでピックガードには鳩の絵は描かれていない。指板にはElvis Presleyとインレイが入っている。ボディには空手協会のステッカーが貼られていた。インレイはないものの、シグネイチャーモデルが発売されている。